# Antoine Uitdehaag
Antoine Uitdehaag ('s-Hertogenbosch, 7 februari 1951) is een Nederlandse toneelregisseur en schrijver.

## Biografie
Na het gymnasium studeerde Antoine Uitdehaag Nederlands en Theaterwetenschap aan de Universiteit van Utrecht.
Vanaf 1978 regisseerde hij bij een groot aantal Nederlandse gezelschappen waaronder F Act, Werk in Uitvoering, Centrum en Globe.
Van 1984 tot 1991 vormde Uitdehaag samen met Jos Thie de artistieke leiding van het Ro Theater te Rotterdam.
De eerste jaren opereerden zij in Hal 4 met groots gemonteerde voorstellingen zoals God van Woody Allen en Merlijn van Tankred Dorst.
In 1988 betrokken zij de nieuwe Rotterdamse Schouwburg, waar Uitdehaag onder andere Zomergasten van Gorki regisseerde en een revival van het theaterfeuilleton The Family van Lodewijk de Boer.
Sinds 1991 is Antoine Uitdehaag weer als freelanceregisseur aan het werk. In Nederland (bij onder andere De Appel en het Nationale Toneel), in België (de KVS in Brussel), maar vooral in het Duitstalige toneelgebied. Hij regisseerde ruim veertig voorstellingen in onder andere Stuttgart, Essen, Bonn, Mainz, Leipzig, Berlijn, Hamburg en Wenen. In München werkte Uitdehaag veelvuldig zowel bij de Münchner Kammerspiele als bij het Bayerisches Staatsschauspiel.
In Osnabrück was hij ook als operaregisseur actief met uitvoeringen van Don Pasquale en Pelléas et Mélisande.
In 2011 regisseerde Uitdehaag bij De Utrechtse Spelen de Nederlandse première van het bijna vijf uur durende Augustus: Oklahoma van Tracy Letts.
Tussen 2012 en 2017 regisseerde hij een tiental stukken voor het DeLaMarTheater in Amsterdam, waaronder de populaire zomerkomedies met Tjitske Reidinga.
Antoine Uitdehaag vertaalde ook toneelstukken en schreef teksten voor toneel en voor songs.
Bij Uitgeverij Van Oorschot verschenen drie gedichtenbundels van zijn hand. Bij Uitgeverij International Theatre and Film Books verscheen in voorjaar 2024 zijn bundel Dit ene leven.
Samen met Anna Enquist en Anne Vegter kreeg hij de Taalunie Toneelschrijfprijs 2005 voor het stuk Struisvogels op de Coolsingel.
In 2022 won Uitdehaag de Musical Award voor beste regie (van de musical Come from away).